# Dniestrzyk Dębowy
Dniestrzyk Dębowy lub Dniestrzyk Dubowy (ukr. Дністрик-Дубовий) – wieś na Ukrainie, w obwodzie lwowskim, w rejonie samborskim (do 2020 roku w rejonie turczańskim). Liczy około 451 mieszkańców. Pierwsza wzmianka o miejscowości pochodzi z 1580.
W 1921 liczyła około 560 mieszkańców. Przed II wojną światową w granicach Polski, wchodziła w skład powiatu turczańskiego.

## Ważniejsze obiekty
- Cerkiew greckokatolicka